# 有楽町
有楽町（ゆうらくちょう）は、東京都千代田区の町名。隣接する千代田区丸の内・大手町、中央区八重洲・日本橋・京橋とともに、日本最大のビジネス街を形成している。

## 概要
有楽町は千代田区南東部の有楽町駅周辺に広がり、皇居の南東側、丸の内の南側に位置する。東京高速道路をはさんだ東側は銀座になる。日比谷公園に隣接しており、JRの線路の西側に位置する日比谷通り一帯の地域は内幸町と合わせて「日比谷」とも呼ばれ、地下鉄の日比谷駅や東京ミッドタウン日比谷など日比谷と名のつく施設も多い。大企業のオフィスビルが立ち並び、大手町・丸の内から続く一大ビジネス街であるとともに、有楽町駅周辺にはビックカメラ有楽町店（読売会館）や有楽町マリオン（阪急メンズ東京・ルミネ有楽町・丸の内ピカデリーなど）、有楽町イトシア（有楽町マルイ）などの大型商業施設が集積しており、JRの高架沿いは飲食店などが集積する繁華街となっている。JRの線路からさらに東に進むと銀座の繁華街につながる。連続する大手町・丸の内・有楽町は「大丸有（だいまるゆう）」と呼ばれる。
阪急メンズ東京（阪急百貨店）や東京宝塚劇場（東京宝塚ビル）、東宝の本社ビルである東宝日比谷ビル、TOHOシネマズ本社、阪急阪神ホールディングス東京事務所（東宝ツインタワービル）、付近には帝国劇場（通称:帝劇、運営は東宝）などがあり、大阪・梅田を中心に関西を地盤とする阪急阪神東宝グループ（旧:阪急東宝グループ）における東京の重要拠点である。戦前から映画館や劇場が集積しており、日比谷地区は「映画・演劇の街」という性格を持っている。東宝系以外では日生劇場もこの地にあり、かつては日本劇場（日劇）や日比谷映画劇場、有楽座、TOHOシネマズ日劇、丸の内ルーブルなども存在していた。
現行行政地名は有楽町一丁目および有楽町二丁目。

## 由来
一説によれば、有楽町（ゆうらくちょう）の町名は戦国武将の織田有楽斎（おだうらくさい、織田長益）に由来するといい、千代田区のホームページにもそのように記載されている。茶人としても名をはせた有楽斎は関ヶ原の戦いのあと徳川方に属し、数寄屋橋御門の周辺に屋敷を拝領し、その屋敷跡が有楽原（うらくがはら）と呼ばれていたことから、明治時代に「有楽町」と名付けられたとされる。
ただし、これは俗説であるとも指摘される。有楽斎が由来とする説の出典は1772年（明和9年）年の『再校 江戸砂子（えどすなご）』で、『江戸砂子』は幕府編纂の地理誌『御府内備考（ごふないびこう）』にも引用された由緒正しい書物であるが、歴史地理学者の吉田東伍は、
- 有楽斎が江戸に屋敷を拝領した事実が確認できない。
- 有楽斎は関ヶ原の戦いの後は大和国などに領地を持ち、大坂夏の陣・冬の陣（1614年 - 1615年）の間は大坂城にいた。
- 有楽斎は徳川に味方したとはいえ家康とは距離を置いており、江戸に住む時間はなかったはずである。
- 有楽斎は隠居後京都に住んでいる。

ことを挙げて、そもそも有楽斎が江戸に住んでいたことを否定している。この吉田説を支持する研究者は少なくない。また『江戸砂子』で有楽斎の屋敷は「数寄屋橋御門外、元数寄屋二丁目から三丁目」にあったとされているが、有楽斎の屋敷があったとされる時期はこの近くにあった日比谷入江の埋め立ての時期と一致し、さらに「御門外」は町人地であるために、大名である有楽斎が住んだはずがないとも指摘する。なお、「御門外」と「御門内」は数寄屋橋で隔たれている。
株式会社ディラナダチ代表の小林明は、有楽町が有楽斎と結び付けられたことについて、当時数寄屋町は茶人の集まった地区であり、それが茶人である有楽斎と結びついて『江戸砂子』で定着したと推測している。

## 歴史
この辺りは江戸時代に大名屋敷が建ち並んでいた、いわゆる「大名小路」の南端付近である。
1707年（宝永4年）には南町奉行所が開設された。

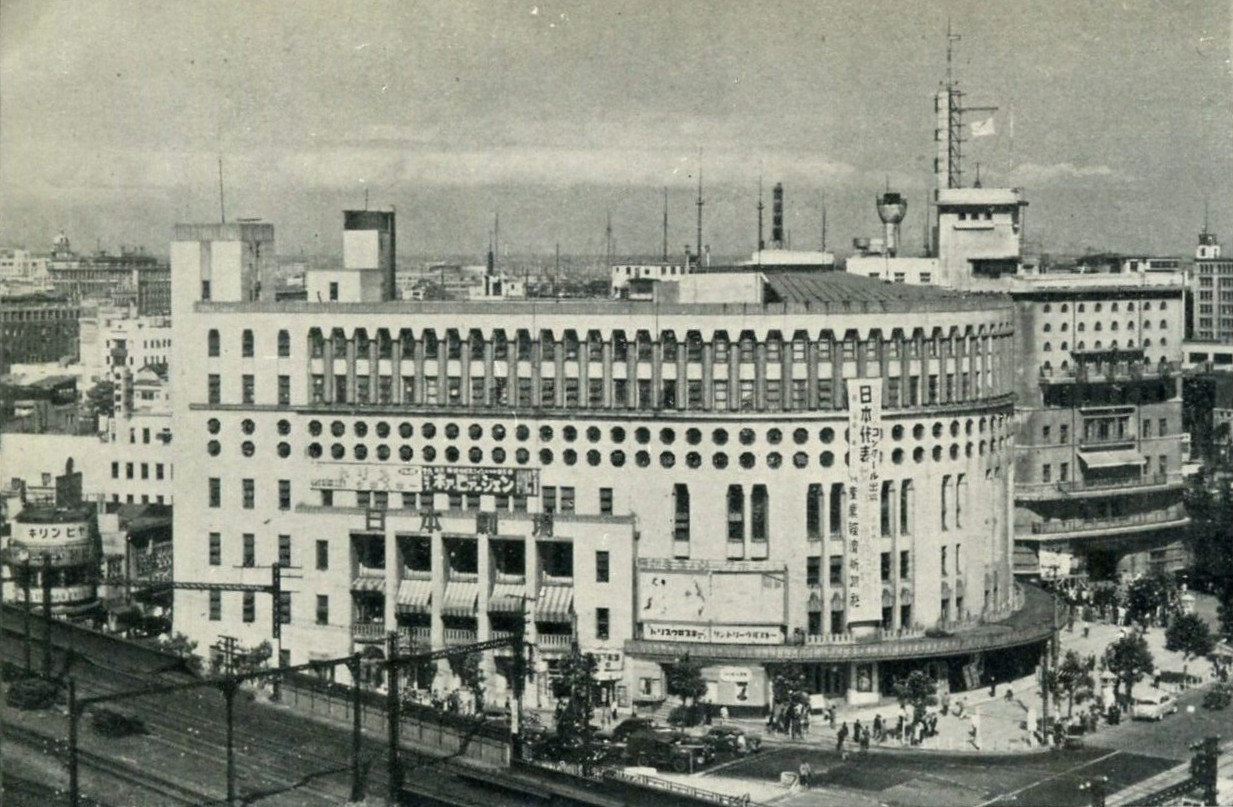
日劇（1952年）

1872年（明治5年）に有楽町一丁目 - 三丁目の町名が起立。当時はまだ丸ノ内（1970年より丸の内表記に変更）の町名が存在せず、有楽町の町域は現在よりも北へ広い鍛冶橋通り以南となっており、現在の丸の内三丁目は有楽町の旧町域にあたる。1894年（明治27年）に東京府庁（1943年より東京都庁）、1898年（明治31年）に東京市役所が設置された。1910年（明治43年）には山手線が延伸され、有楽町駅が開業。
1929年（昭和4年）に有楽町北部・八重洲町・永楽町などを統合して丸ノ内の新町名が起立し、有楽町一丁目 - 二丁目に改編された。なお、東京府庁・東京市役所とも有楽町北部に所在したため、以降の所在地は丸ノ内三丁目となった。1933年（昭和8年）に日劇が、1934年に東京宝塚劇場がオープンし、有楽町は劇場街と化した。また、毎日、朝日新聞社の本社と讀賣新聞社有楽町別館が置かれ、その界隈は「新聞街」と呼ばれていた。

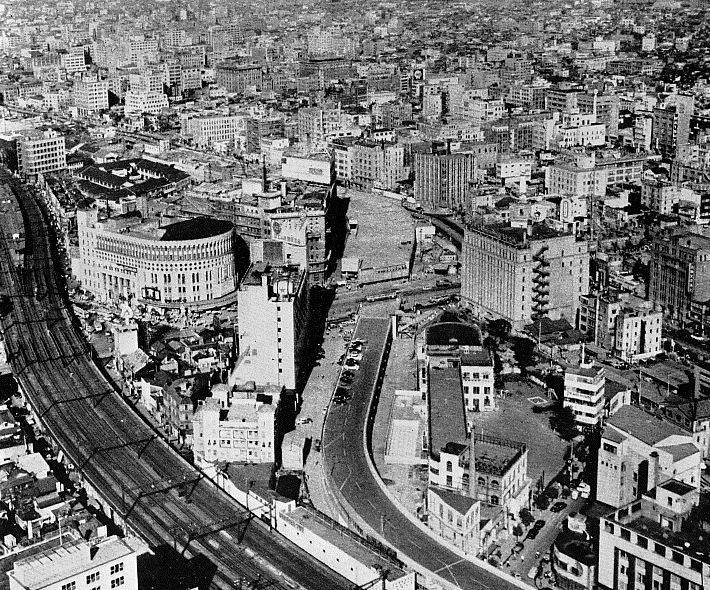
1960年頃の有楽町

戦後、第一生命ビルが接収され、連合国最高司令官総司令部 (GHQ) となった。戦後の混乱期に、すし屋横丁が出来、また街娼が集まるようになる一方で、続々と映画館が誕生した。1951年、東日本初の民放ラジオ局であるラジオ東京（放送局としては現：TBSラジオ、会社としては現：TBSホールディングス）が開局し、1961年まで毎日新聞東京本社内に本社機能を置いていた。

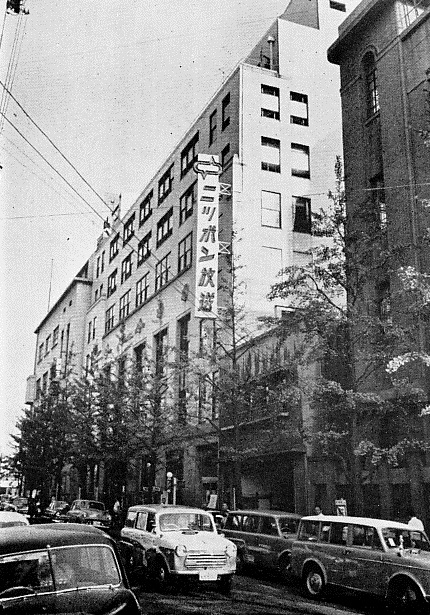
1960年のニッポン放送旧社屋

1954年に深夜放送「オールナイトニッポン」でおなじみのラジオ局、ニッポン放送が本社を設けた。また、ニッポン放送の子会社として設立されたフジテレビも1962年まで本社機能を置いていた。
1957年には讀賣新聞が経営する讀賣会館のテナントとしてそごう東京店がオープン。そのコマーシャルソングの「有楽町で逢いましょう」をビクターのフランク永井が歌った。また、そごうの東京進出に一役買っていた大映映画がキャンペーンのための同名の映画を京マチ子主演で製作した。映画も歌もヒットし、有楽町の名が全国に広まった。1965年、すしや横丁および周辺が整理されて東京交通会館が開業した。
1966年、千代田区は住居表示に関する法律の実施基準により「有楽町」の「町」をとり「有楽」という地名に変更しようとしたところ、マスコミ各社の反対により、「有楽町」の町名のまま住居表示が実施されることとなった。
1972年2月1日、日本初のパーキングメーターが稼働開始。有楽町二丁目のニュートーキョー横などに32基が設置され、同月中に銀座一帯に拡大していった。当時の料金は40分まで100円。
1980年代に入ると、新旧交替が始まった。1981年（昭和56年）から有楽町の顔とも言われた朝日新聞社と日劇の建物が解体され、1984年に有楽町センタービル（通称・有楽町マリオン）がオープン、新たなシンボルが誕生した。2000年（平成12年）には有楽町そごうが閉店し、その後に新たにビックカメラがオープンした。また、有楽町駅前の再開発が行われ、2007年10月には丸井などの入店する新ビル「有楽町イトシア」が開業した。

## 交通
- 鉄道駅
  -  JR山手線（有楽町駅）
  -  JR京浜東北線（有楽町駅）
  -  JR京葉線（東京駅）丸の内3丁目に所在
  -  東京メトロ銀座線（銀座駅）中央区銀座3・4丁目に所在
  -  東京メトロ丸ノ内線（銀座駅）中央区銀座4丁目に所在
  -  東京メトロ日比谷線（日比谷駅・銀座駅）
  -  東京メトロ千代田線（日比谷駅）
  -  東京メトロ有楽町線（有楽町駅）
  -  都営地下鉄三田線（日比谷駅）
- 道路
  - 晴海通り
  - 日比谷通り

## 事業所
2021年（令和3年）現在の経済センサス調査による事業所数と従業員数は以下の通りである。
| 丁目         | 事業所数    | 従業員数 |
| ------------ | ----------- | -------- |
| 有楽町一丁目 | 776事業所   | 33,499人 |
| 有楽町二丁目 | 491事業所   | 6,632人  |
| 計           | 1,267事業所 | 40,131人 |

### 事業者数の変遷
経済センサスによる事業所数の推移。
| 年                 | 事業者数 |
| ------------------ | -------- |
| 2016年（平成28年） | 1,213    |
| 2021年（令和3年）  | 1,267    |

### 従業員数の変遷
経済センサスによる従業員数の推移。
| 年                 | 従業員数 |
| ------------------ | -------- |
| 2016年（平成28年） | 29,319   |
| 2021年（令和3年）  | 40,131   |

## 施設
下記には現在の丸の内三丁目界隈にあるものが含まれている。ここがかつて有楽町一丁目・二丁目だった名残である。これについては「千代田区の町名」を参照。その他に「丸の内#観光」も参照。
- 丸の内警察署
- 丸の内消防署有楽町出張所
- 東京国際フォーラム
- 有楽町センタービル（有楽町マリオン）
  - ルミネ有楽町（LUMINE1・2・ストリート）
    - ディーン・アンド・デルーカ カフェ有楽町 - ルミネストリートにある[13]。

  - 阪急MEN'S TOKYO
    - バルマン[注釈 6]
    - ヴァレンティノ[注釈 7]
    - ジョン・ロブ - 下記国際ビルヂング内にも店舗がある。

  - ヒューリックホール東京
  - プラネタリア TOKYO
  - オルタナティブシアター
  - 丸の内ピカデリー
- 日生劇場
- 東京宝塚ビル
- 東宝シアタークリエビル
  - シアタークリエ
  - レム日比谷（阪急阪神ホテルズ）
- 新日石ビルヂング
  - 三菱UFJ銀行日比谷支店
  - 昭和日タン本社
- 新東京ビルヂング
  - エルメス丸の内店
  - ポール・スミス丸の内店
  - 吉野石膏本社
- 新国際ビルヂング
  - ラ・メゾン・デュ・ショコラ丸の内店[注釈 8]
  - パティスリー・サダハルアオキ・パリ丸の内店
  - コム・デ・ギャルソン丸の内店
  - ヨーガン・レール + ババグーリ丸の内
  - リモワ丸の内店
  - 三井住友銀行丸ノ内支店
  - 生命保険協会
- 国際ビルヂング（帝劇ビル）
  - 帝国劇場
  - 丸の内タニタ食堂
  - パタゴニア東京・丸の内
  - バカラ丸の内店
  - フォリフォリ有楽町店
  - ゼロハリバートン丸の内店
  - 出光美術館
- DNタワー21
  - 第一生命保険本社
  - 農林中央金庫本店
- 東京ミッドタウン日比谷
  - TOHOシネマズ日比谷
- 東宝日比谷ビル（日比谷シャンテ）
  - ナラカミーチェ
  - TOHOシネマズシャンテ
  - 東宝本社
  - ぐるなび本社
  - サンフロンティア不動産本社
- 糖業会館・ニッポン放送本社ビル
  - ニュートーキョー綴 (Tsuzuri) 糖業会館店
  - 糖業協会
  - ニッポン放送本社[注釈 9]
- ザ・ペニンシュラ東京（日比谷パークビルヂング跡）
- 有楽町イトシア（有楽町駅前ビルディング）
  - 有楽町マルイ
    - リンツ ショコラカフェ
    - マリー・クワント

  - ヒューマントラストシネマ有楽町（ミニシアター）
  - パーク24本社
- 有楽町駅中央口アーケード
  - 百果園有楽町店[注釈 10]
  - マツモトキヨシ、セブンイレブン、ファミマ各店舗
  - 南町奉行所跡碑
- 東京交通会館
  - 大阪百貨店 - 大阪のアンテナショップ。
  - 三省堂書店有楽町店
  - 近畿日本ツーリスト有楽町店
  - パスポートセンター（東京都庁旅券課有楽町分室）
  - 有楽町献血ルーム
  - 銀座スカイラウンジ（回転レストラン）
- 読売会館
  - ビックカメラ有楽町店
  - 角川シネマ有楽町（ミニシアター）
- 有楽町電気ビルヂング
  - ジョルジオ・アルマーニ銀座
- 新有楽町ビルヂング
  - 人形町今半有楽町店
  - シップス有楽町店
  - ロイヤルコペンハーゲンジャパン本店
- 有楽町ビルヂング
  - エルメネジルド・ゼニア丸の内
  - 有楽町スバル座
  - スバル興業本社
- 丸の内二重橋ビル

社寺
- 有楽稲荷神社 : 有楽町電気ビルヂング（高槻藩上屋敷跡）

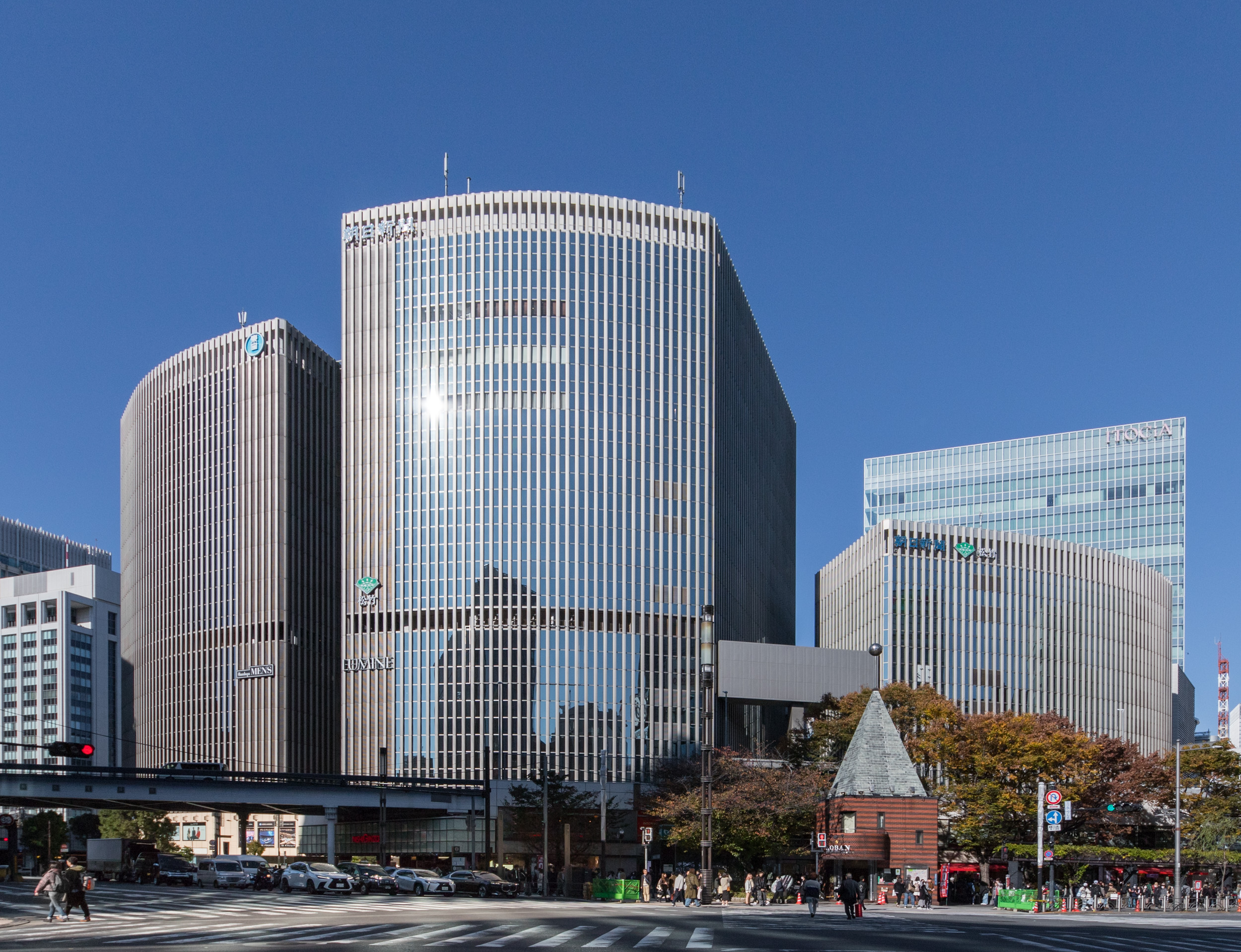
有楽町マリオン
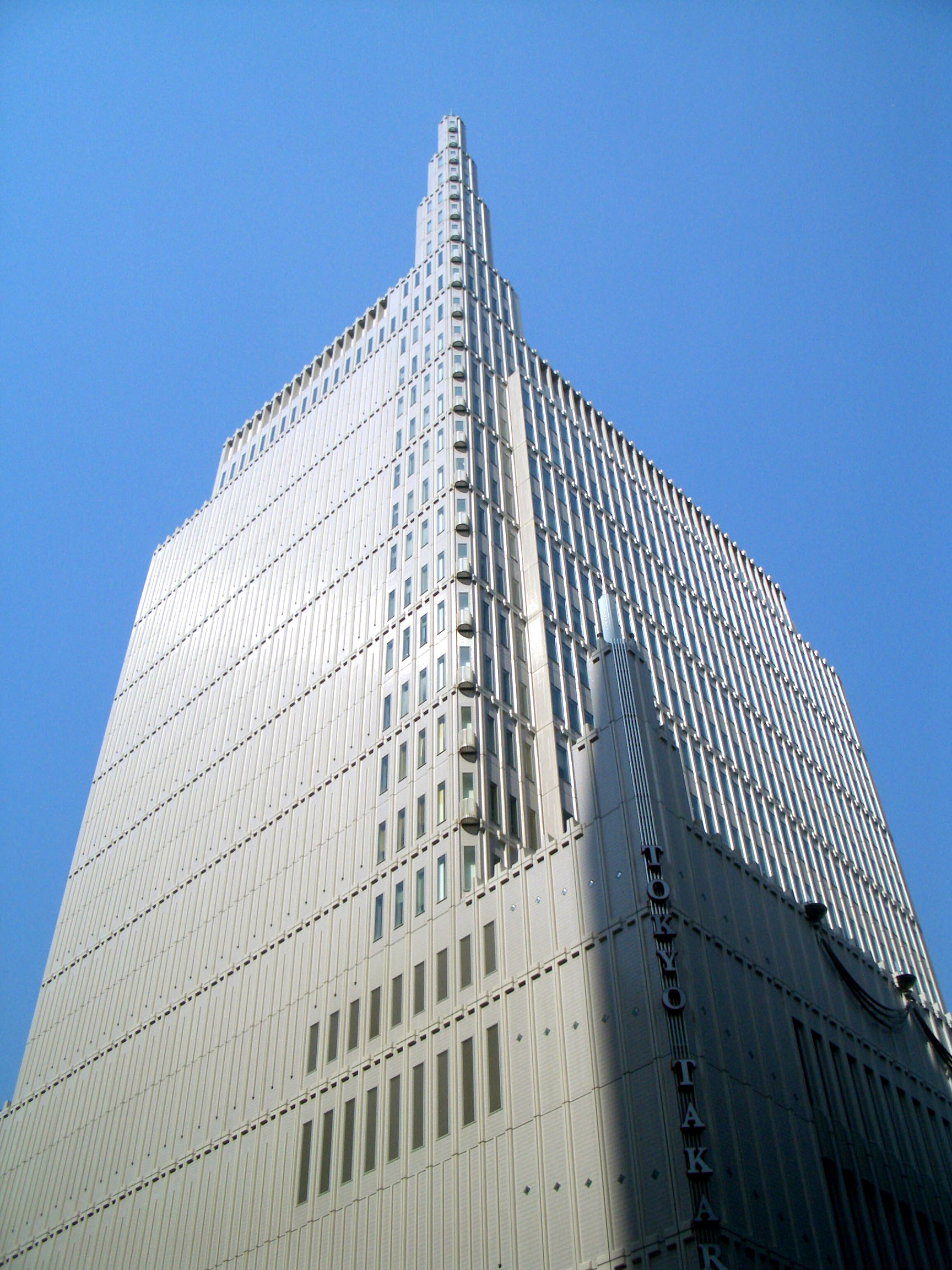
東京宝塚ビル
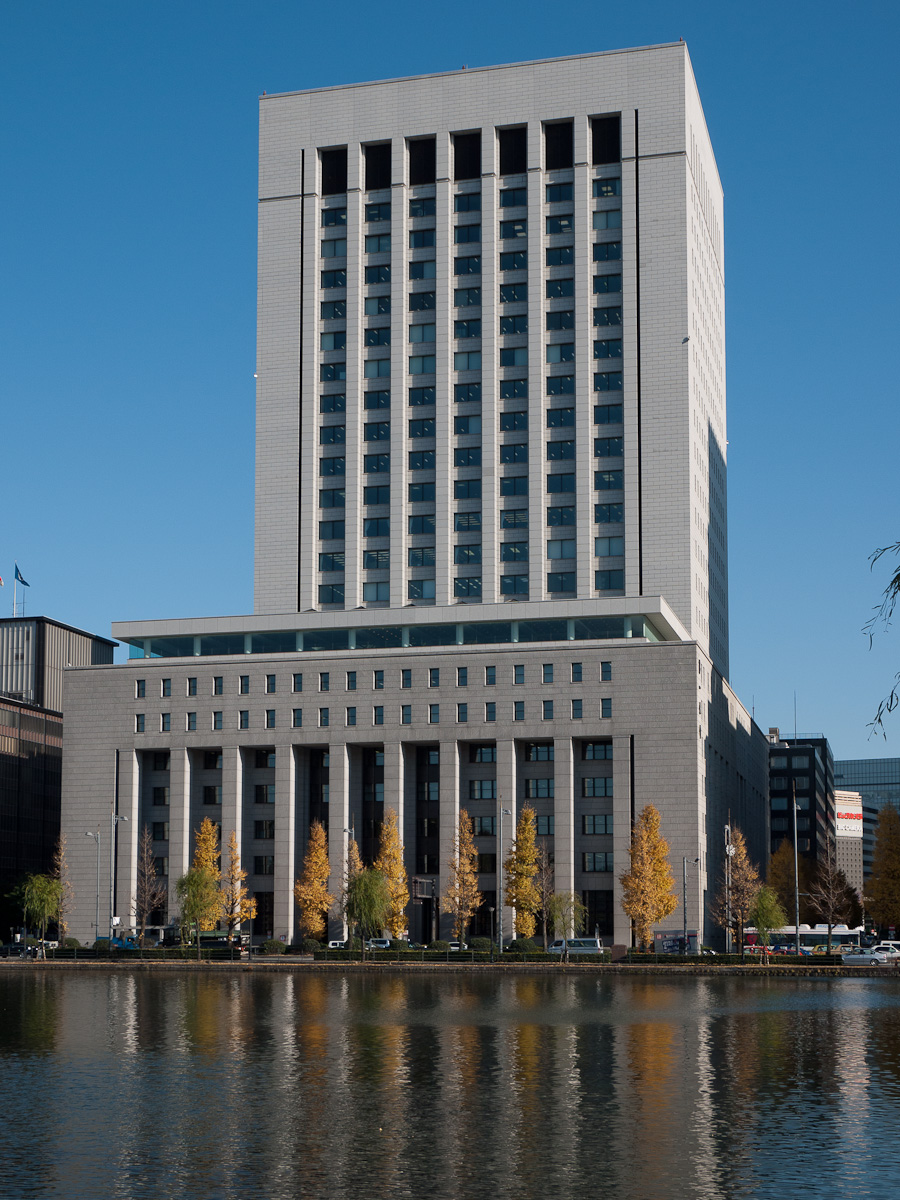
DNタワー21
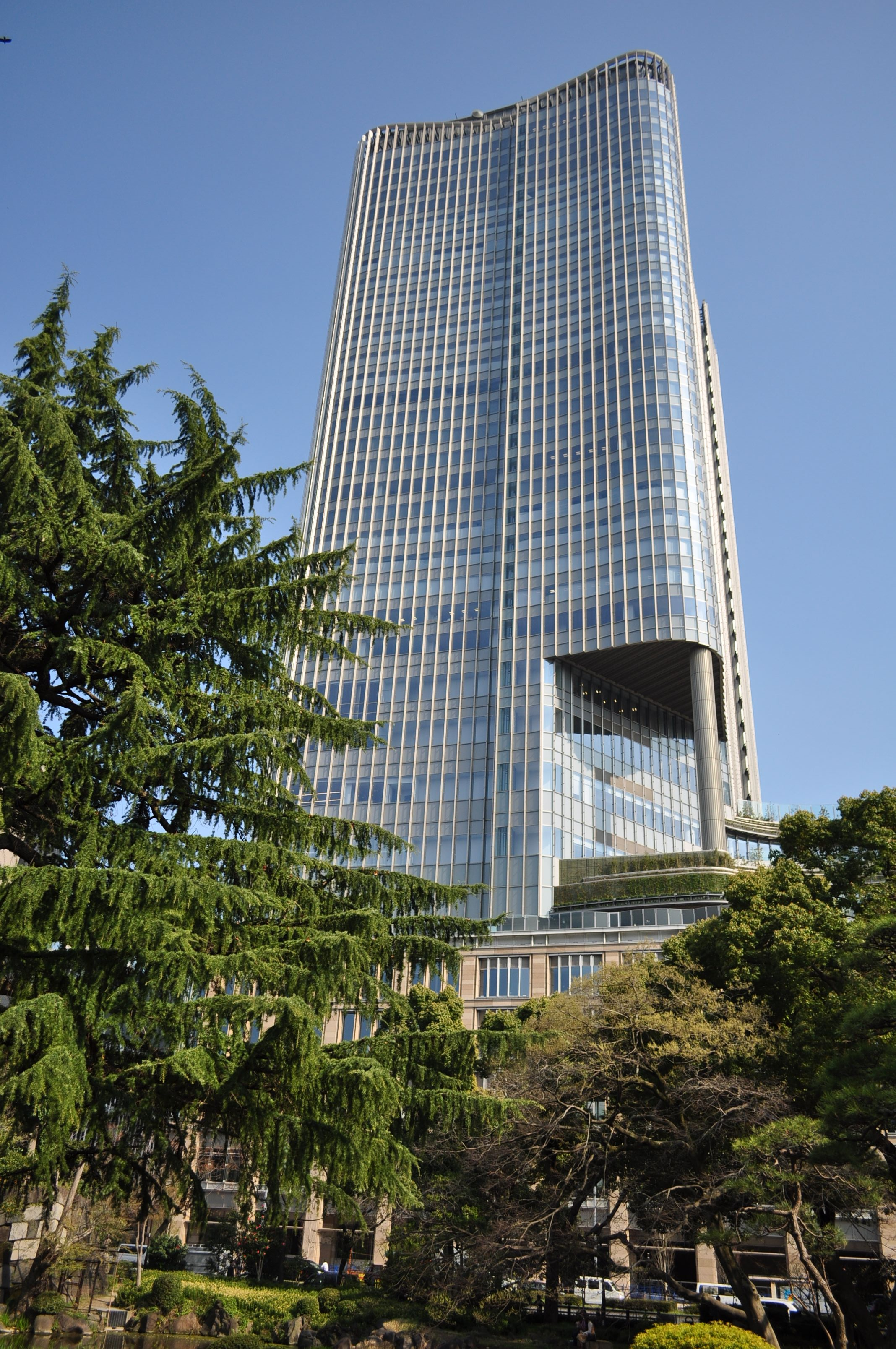
東京ミッドタウン日比谷（2018年3月28日撮影）

### 旧跡
江戸藩邸

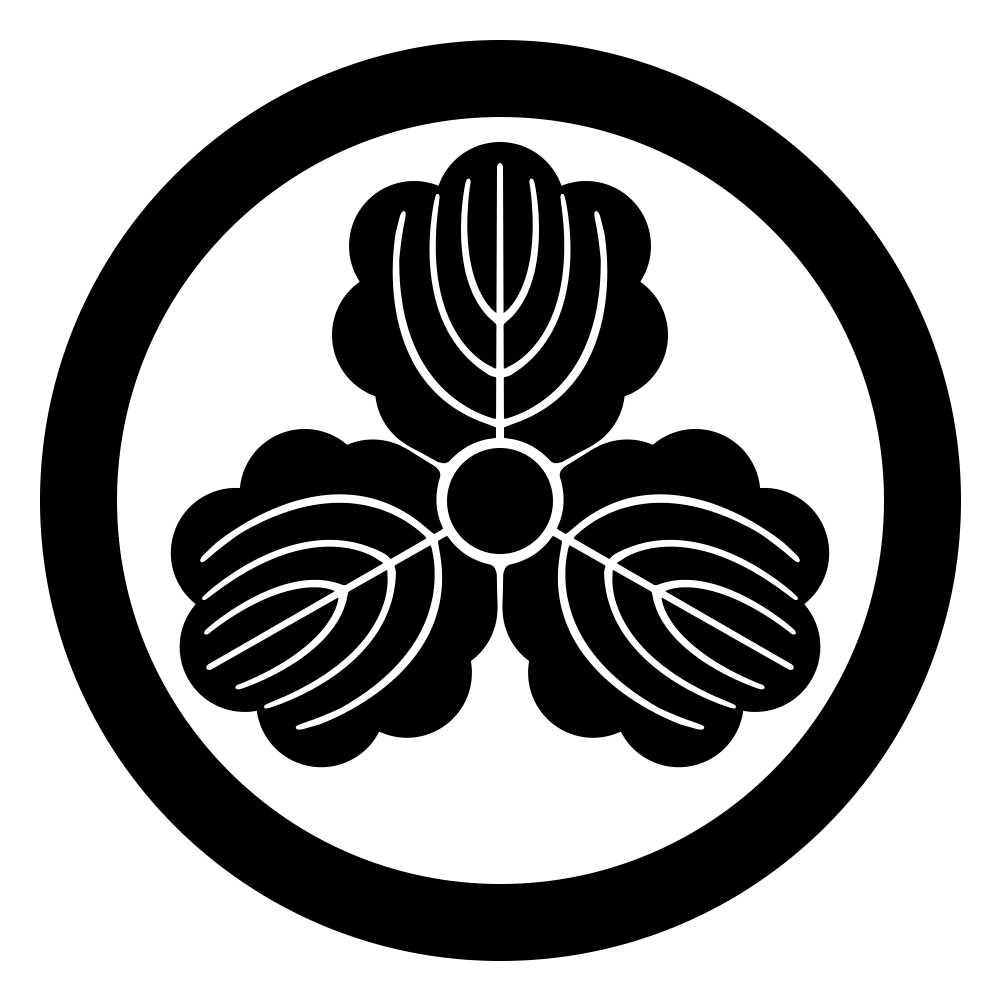
笠間藩上屋敷 ： 成貞流牧野家
- 古河藩上屋敷 ： 土井家
- 高崎藩上屋敷 ： 松平家
岡崎藩上屋敷 ： 本多家
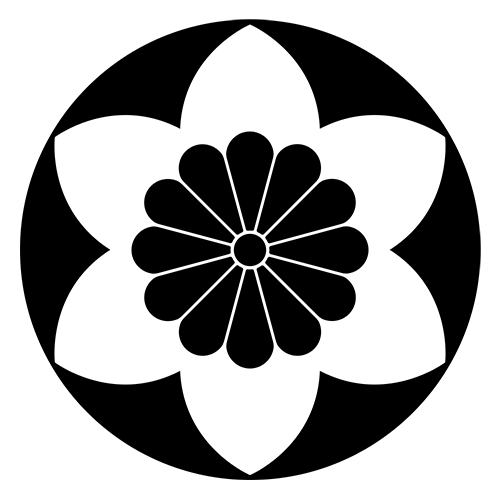
高槻藩上屋敷 ： 直清流永井家
徳島藩上屋敷 ： 蜂須賀家
- 島原藩上屋敷 ： 松平家

その他
- 南町奉行所
- 東京宝塚ビル（東京宝塚劇場）
- 日比谷パークビルヂング

- 牧野家家紋
- 本多家家紋
- 永井家家紋（高槻藩主）
- 蜂須賀家家紋

## 学区
区立小・中学校に通う場合、学区は以下の通りとなる（2017年8月現在）。なお、千代田区の中学校では学校選択制度を導入しており、区内全域から選択することが可能。
- 区域 : 一丁目、二丁目　各全域
  - 小学校 : 千代田区立千代田小学校
  - 中学校 : 千代田区立麹町中学校 または 千代田区立神田一橋中学校

## その他
有楽町は住居表示実施済みの地域。

### 日本郵便
- 郵便番号 : 100-0006[3]（集配局 : 銀座郵便局[16]）。